# Eulampis holosericeus
Eulampis holosericeus là một loài chim trong họ Chim ruồi.

## Hình ảnh

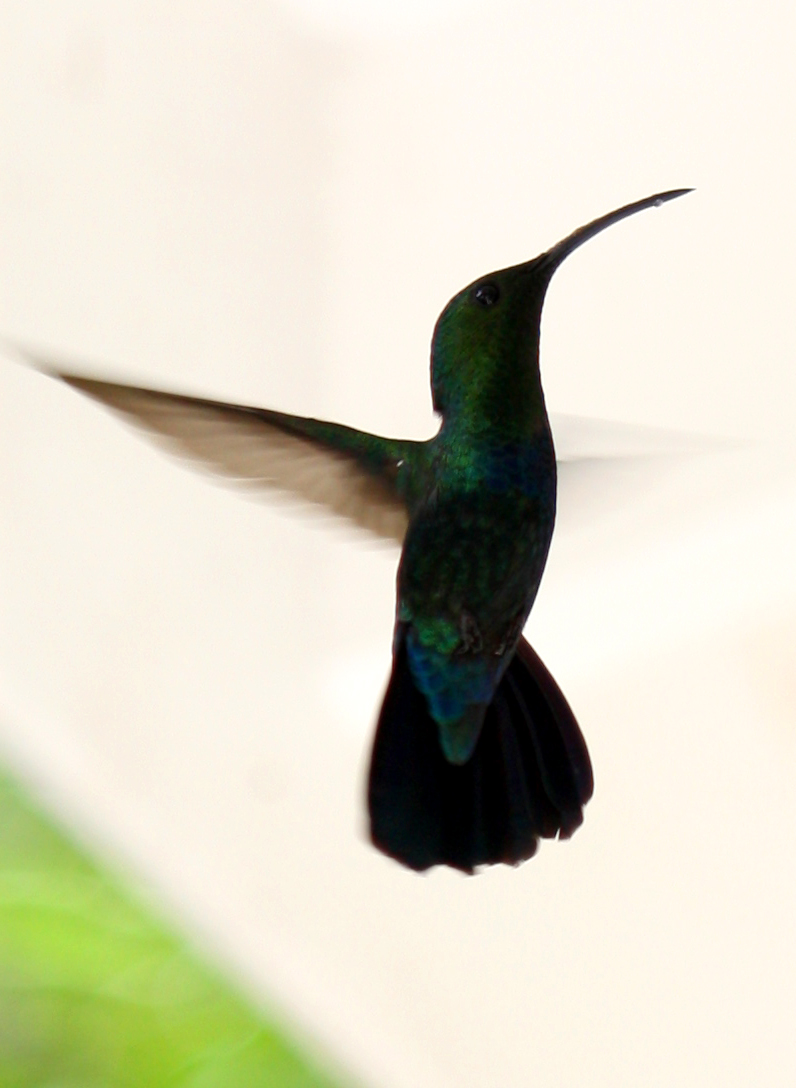
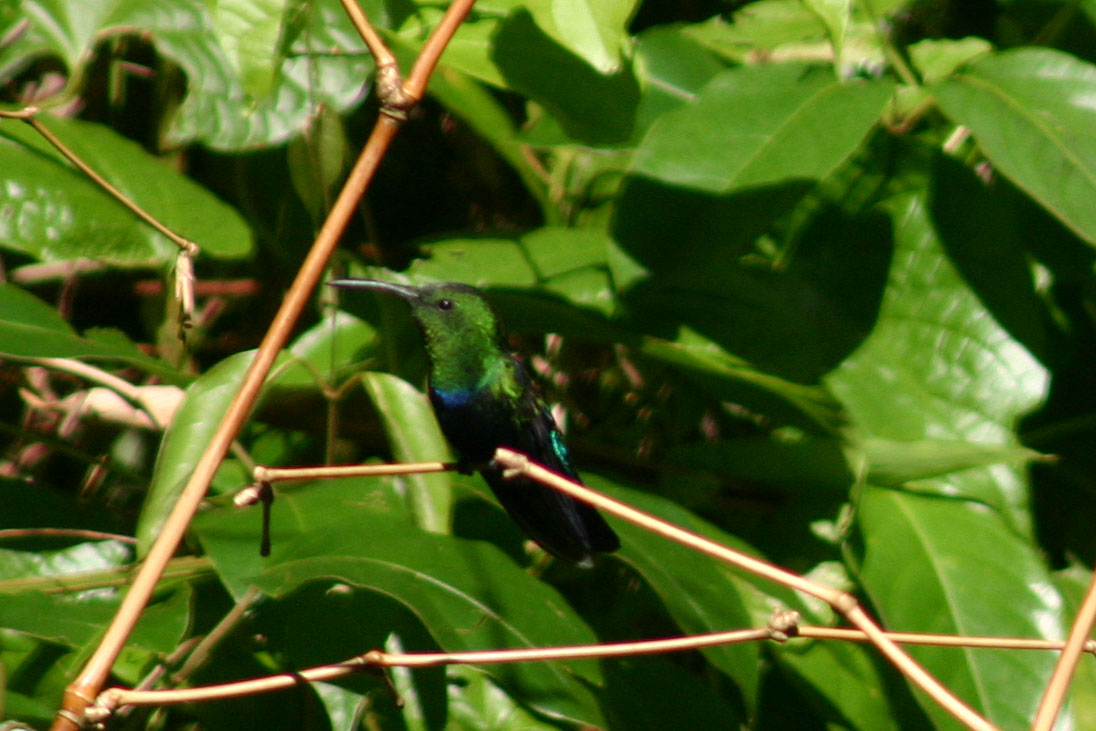
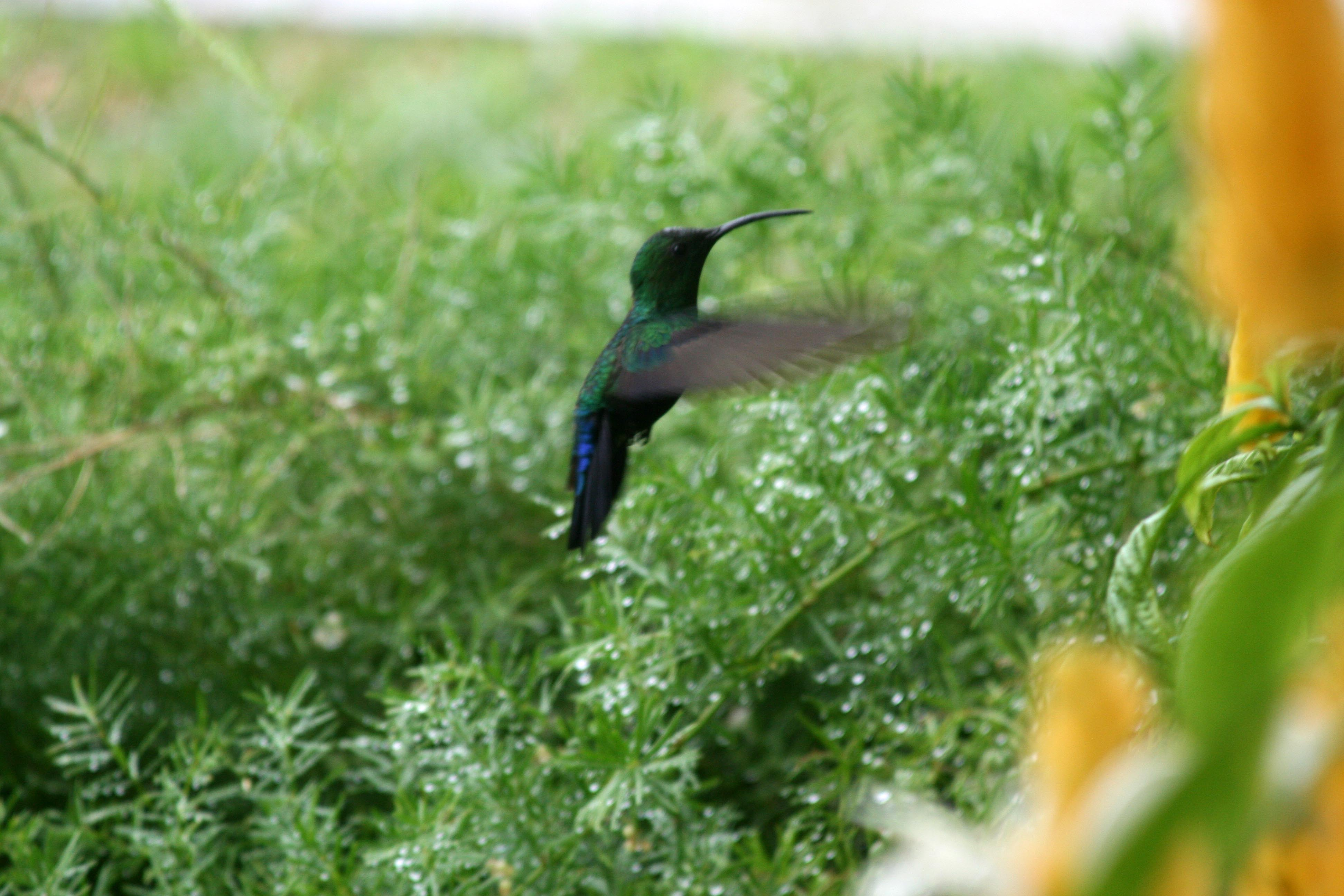